# Jemez Springs
Jemez Springs – wieś w Stanach Zjednoczonych, w stanie Nowy Meksyk, w hrabstwie Sandoval.